# 埃爾佩河
51°22′5.2″N 8°24′43.7″E / 51.368111°N 8.412139°E

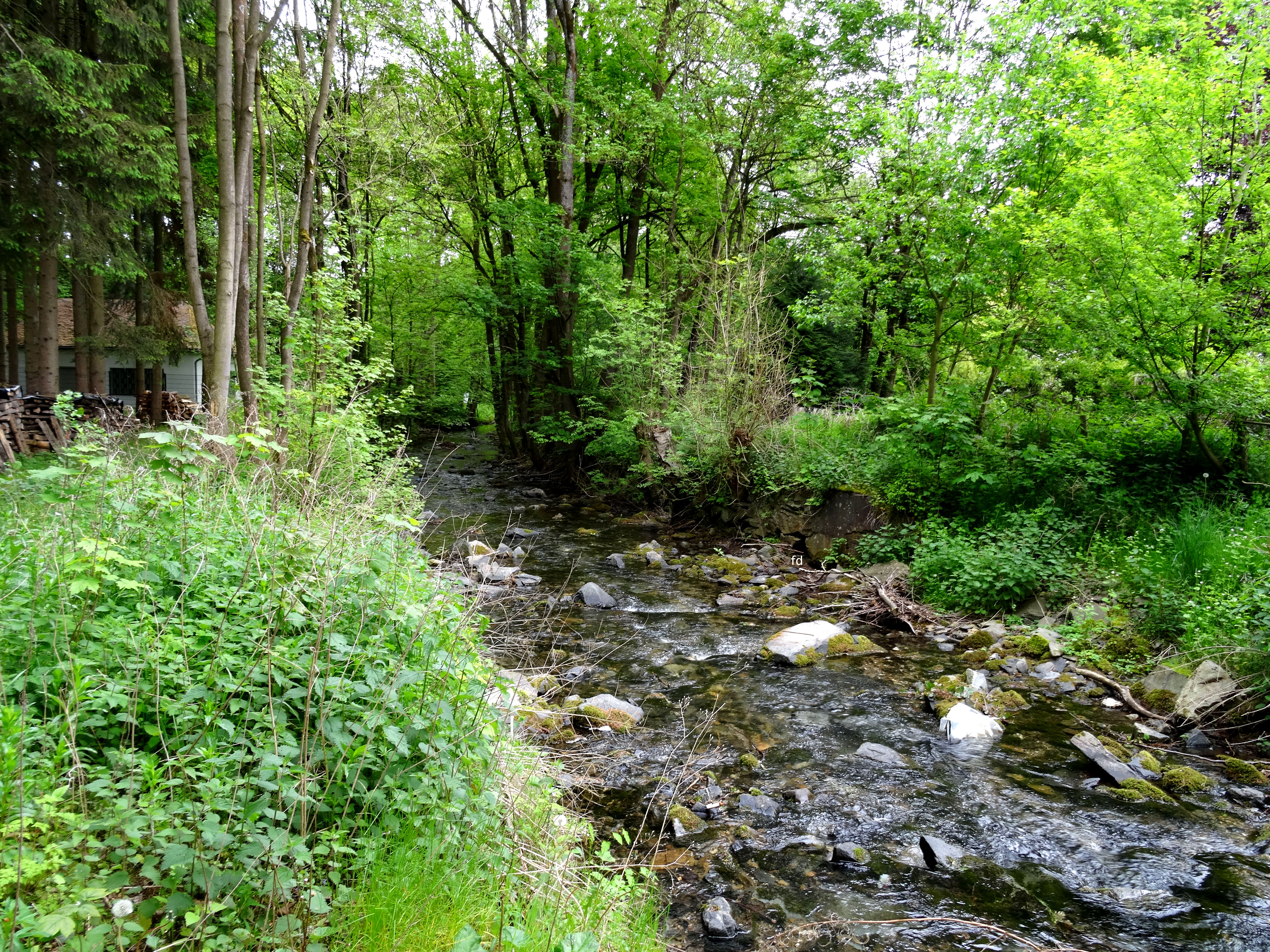

埃爾佩河（德語：Elpe），是德國的河流，位於該國西部，流經北萊茵-威斯特法倫州，屬於魯爾河的左支流，河道全長18.7公里，流域面積34.4平方公里。